# 美第奇小圣堂

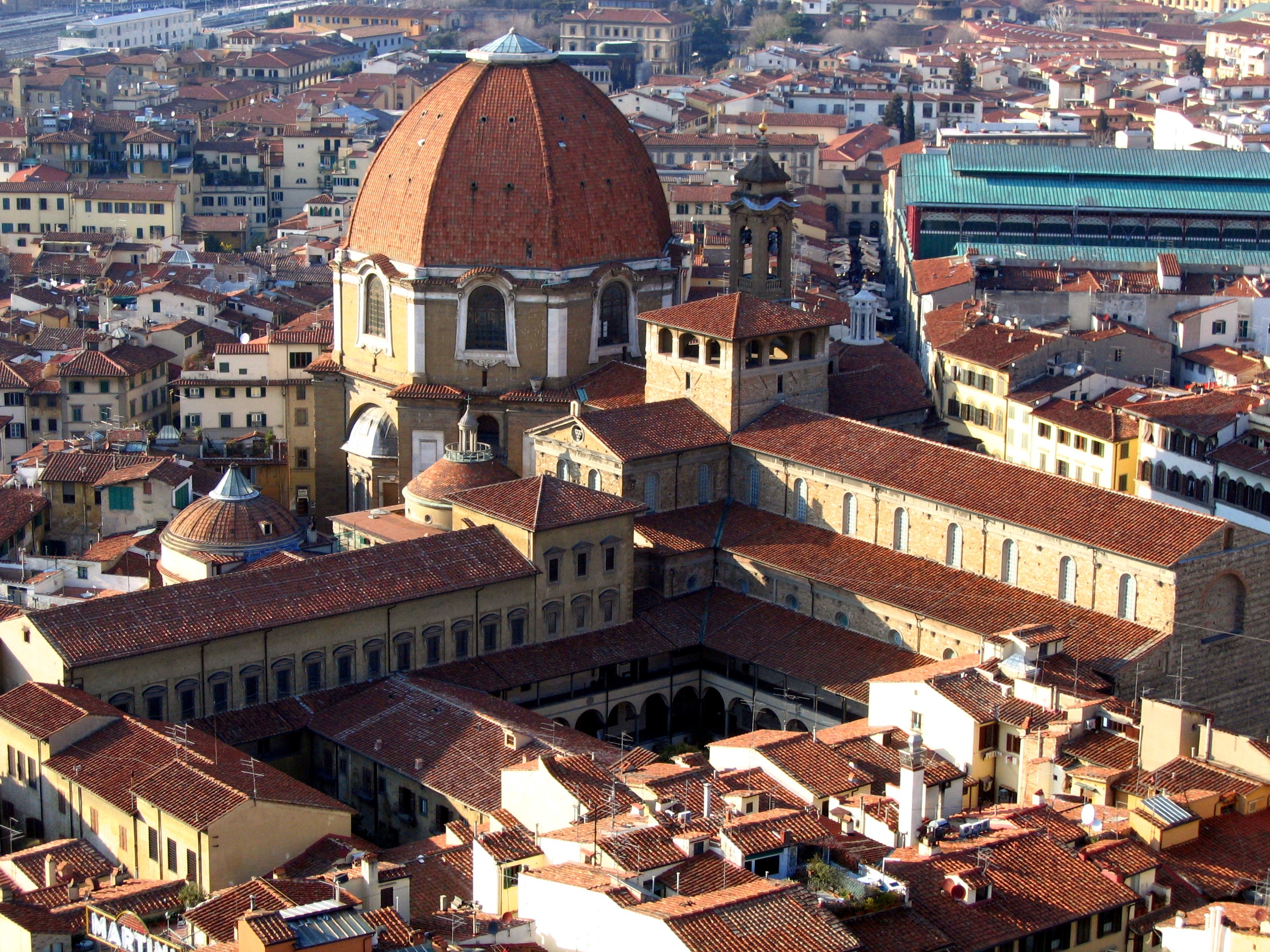
王子小圣堂的穹顶主宰着圣老楞佐建筑群

美第奇小圣堂 (Cappelle medicee)是意大利佛罗伦萨圣老楞佐圣殿的两座扩展建筑，建于16-17世纪，为托斯卡纳大公美第奇家族专用。新祭衣间（Sagrestia Nuova）由米开朗基罗设计。较大的王子小圣堂（Cappella dei Principi）建于17世纪初，为该家庭和建筑师合作设计。

## 新祭衣间
新祭衣间出自朱利奥·迪·朱利亚诺·德·美第奇和良十世的意图，用作美第奇家族成员的陵墓。它与圣老楞佐圣殿左侧的菲利波·布鲁内莱斯基的老祭衣间相对。 (1521–24) of 米开朗基罗为美第奇家族成员陵墓设计了四个雕塑，用一天里的四个时段命名。
虽然新祭衣间在1524年封顶了，但是其雄心勃勃的雕塑项目受到许多事件的打岔，例如美第奇家族的临时流放（1527年）、克萊孟七世驾崩以及米开朗基罗离开佛罗伦萨前往罗马（1534年），意味着米开朗基罗没能完成全部作品。虽然大部分雕像已经由米开朗基罗完成，但是未能安置到位。1555年，科西莫一世下令乔尔乔·瓦萨里和巴托洛梅奥 Ammannati完成了工作。
此处原本计划有四个美第奇的陵墓，但是洛伦佐·德·美第奇和他的兄弟朱利亚诺·德·美第奇的陵墓始终没有建造，他们的尸骨仍然谦逊地埋在门口祭台下面。其结果是，现在两个宏伟的陵墓属于相对微不足道的两位美第奇：洛伦佐二世·德·美第奇和朱利亚诺·德·美第奇 (内穆尔公爵)。两个陵墓的建筑结构相似，只是雕塑形成对比。

## 王子小圣堂

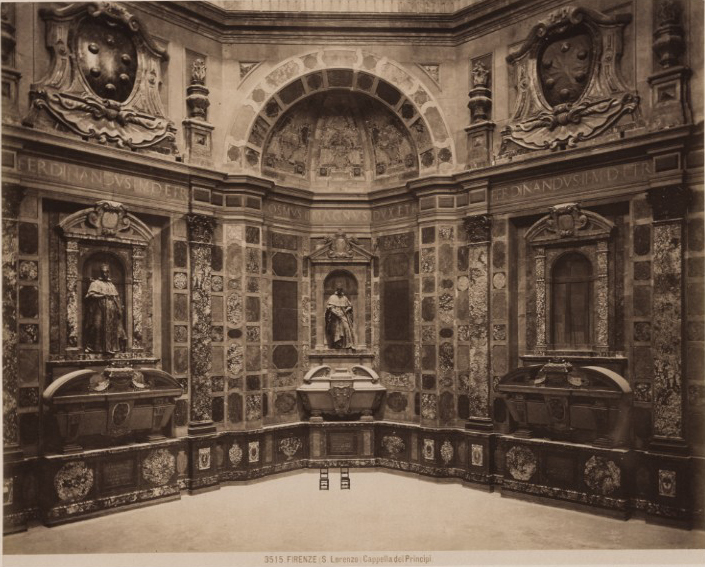
王子小圣堂内部的19世纪照片

八角形的王子小圣堂拥有一个高大的穹顶，有59米高，构成从远处看圣老楞佐圣殿的特征。它与中殿及圣坛在同一条轴线上，入口在外部的 Madonna degli Aldobrandini广场。
华丽的王子小圣堂，是出自科西莫一世的想法，而由斐迪南一世·德·美第奇付诸实施。1602年，科西莫一世的亲生儿子唐·乔万尼·德·美第奇组织了一次设计竞赛，确定由Matteo Nigetti进行设计。这是设计师和顾客之间的合作的结果，是宫廷艺术的真实表达。
六口华丽而巨大的大理石石棺体现了当时的审美趣味，却是空的；美第奇的遗体埋葬在下面的墓穴。